# Pawel Olschewski
Pawel Olschewski, geboren als Paweł Olszewski, (* 2. März 1962 in Krotoszyn) ist ein ehemaliger polnisch-deutscher Schwimmer und Moderner Fünfkämpfer.
Pawel Olschewski war zu Beginn seiner sportlichen Karriere Schwimmer. Der 1,82 m große und 78 kg schwere Athlet verpasste nur knapp die Qualifikation für die Olympischen Sommerspiele 1980 über 100 m Freistil. Neben dem Schwimmen begann Olschewski mit dem Modernen Fünfkampf beim Verein Lumel Zielona Góra in Grünberg in Schlesien. Gemeinsam mit Piotr Maciaszczyk und Maciej Czyżowicz gewann er die Silbermedaille beim Juniorenwettkampf der vorolympischen Spiele in Coto de Caza, dem Veranstaltungsort der olympischen Wettkämpfe 1984. Er qualifizierte sich für die Spiele, konnte aber wegen des Olympiaboykotts der Ostblockstaaten nicht teilnehmen. Seine einzige polnische Meisterschaft gewann er 1987, 1983, 1984 und 1986 war er jeweils Dritter geworden. 1988 verließ Olschewski Polen und nahm die deutsche Staatsangehörigkeit an. Er schloss sich in Berlin dem Polizei SV Berlin an, wo er bei Rudi Trost trainierte. 1990 wurde er deutscher Meister, 1992 gewann er hinter Ulrich Czermak die Vizemeisterschaft. Die Bronzemedaille mit der Staffel bei der Weltmeisterschaft im Modernen Fünfkampf 1991 in San Antonio in der Besetzung Olschewski, Motchebon, Czermak war sein größter internationaler Erfolg. Olschewski war Teilnehmer bei den Olympischen Sommerspielen 1992 in Barcelona. Im Einzelwettbewerb wurde er beim Sieg seines früheren Landsmannes Arkadiusz Skrzypaszek 49. Im Schwimmen sammelte er die meisten Punkte, Fechten und Reiten waren bei diesem Wettkampf seine schwächsten Disziplinen. Mit der Mannschaft, bestehend aus Dirk Knappheide, Uli Czermak und Olschewski, wurde er Elfter, dort siegte Polen mit seinem früheren Staffelpartner Maciej Czyżowicz.
Olschewski ist von Beruf Physiotherapeut, er ist verheiratet und hat zwei Kinder.